# Vitrometan
Vitrometan Mediaș este o companie producătoare de sticlă din România.
Gama de produse comercializată de Vitrometan cuprinde obiecte din sticlă calco-sodică, sticlă opal și cristal, precum și decorațiuni interioare, componente pentru obiecte de iluminat.
Fabrica a fost înființată în 1922 la Mediaș având ca obiect de activitate producția de sticlărie.
Privatizată în 1997, societatea devine firmă cu capital majoritar german prin achiziționarea de catre DERU Glasswarenvertrieb a 78% dintre acțiunile Vitrometan.
Structura acționariatului este completată de persoane fizice și juridice.
În anul 2005, compania producea aproximativ 80 de tone de articole de sticlă pe lună.
Principalii competitori ai Vitrometan sunt fabricile de sticlă din Avrig, Bistrița și Turda.
Compania a avut venituri de 4,6 milioane euro în anul 2006 și 5 milioane euro în 2004.
Număr de angajați:
- 2006: 467[4]
- 2005: 800[3]

Cifra de afaceri:
- 2004: 3,9 milioane euro[3]
- 2003: 4,2 milioane euro[3]